# Omid Abtahi

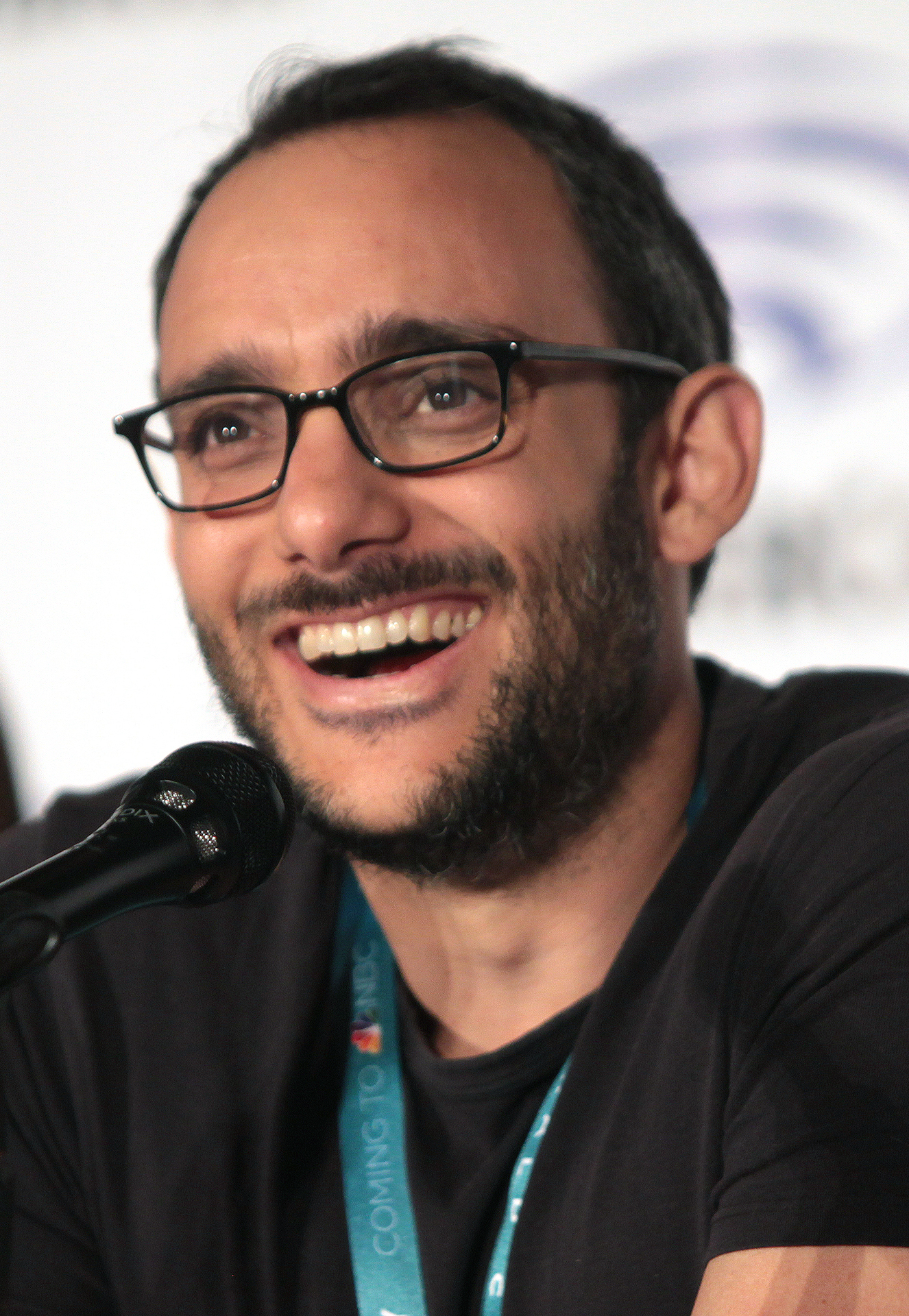
Omid Abtahi bei der WonderCon 2016 in Los Angeles

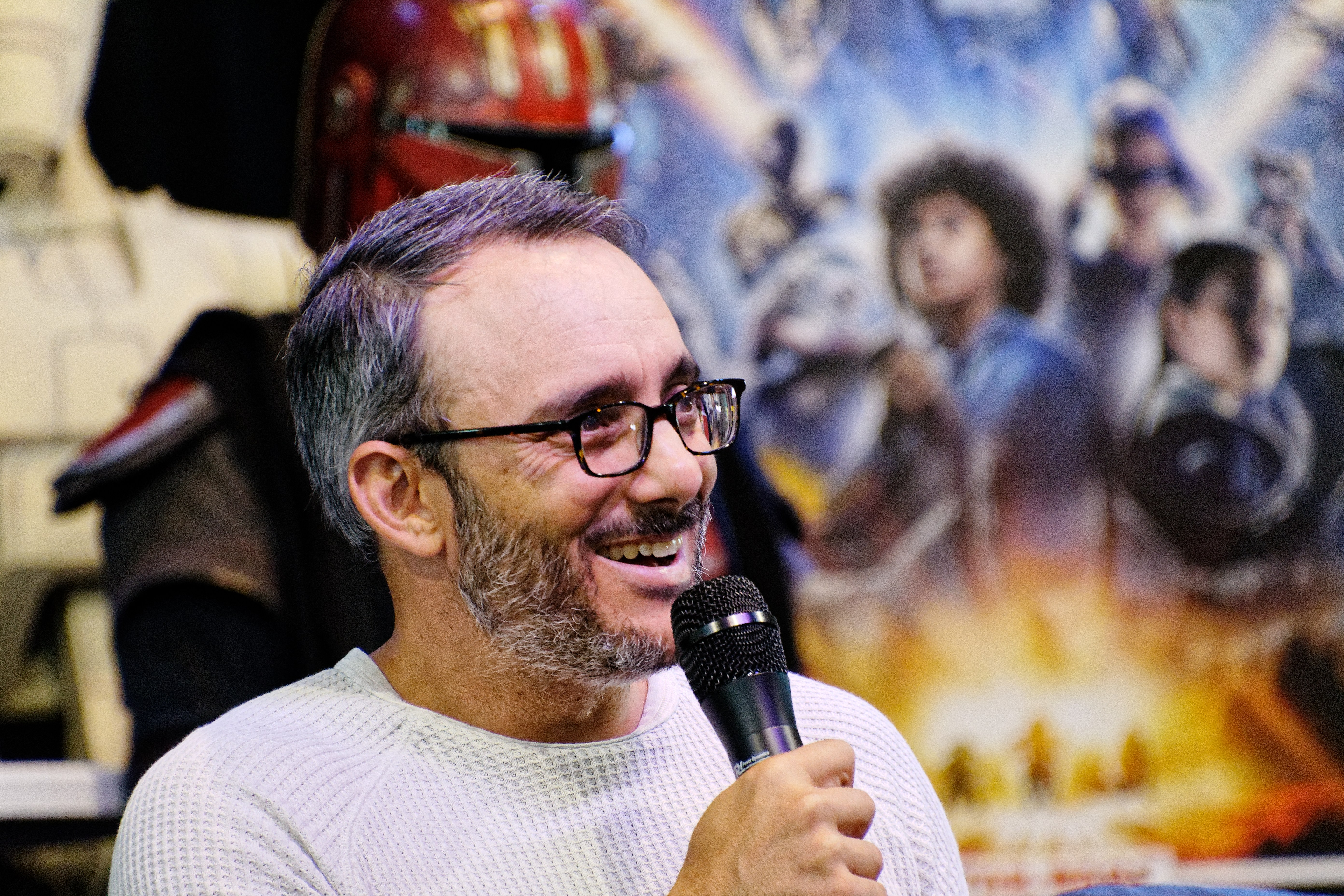
Omid Abtahi bei der ComicCon 2024 in Stuttgart

Omid Abtahi (persisch امید ابطحی anhörenⓘ; * 12. Juli 1979 in Teheran) ist ein iranisch-US-amerikanischer Schauspieler.

## Leben
Omid Abtahi wurde in der iranischen Hauptstadt Teheran geboren. Im Alter von fünf Jahren zogen seine Eltern mit ihm nach Paris, wenig später in die USA und ließen sich schließlich im kalifornischen Irvine nieder. Abtahi war inzwischen zehn Jahre alt.
Abtahi schloss in Irvine die Highschool erfolgreich ab und besuchte in der Folge die California State University in Fullerton. 2002 erhielt er einen Masterabschluss in Theater.
Bevor seine Film- und Fernsehkarriere begann, trat Abtahi zunächst in Stücken in verschiedenen kalifornischen Theater-Locations auf, darunter in Fräulein Else. Seit 2005 ist er vor der Kamera zu sehen. Es folgten zunächst Auftritte in Serien wie JAG – Im Auftrag der Ehre, 24 – Twenty Four und Ghost Whisperer – Stimmen aus dem Jenseits. Um seine Karriere voranzutreiben, zog Abtahi wenig später nach Los Angeles und erhielt wiederkehrende Rollen in den Serien Over There und Sleeper Cell. Für die Rolle des Pfc. Tariq Nassiri in erstgenannter Serie lernte er die Französische Sprache. In der Folge trat Abtahi in weiteren Serien, wie Navy CIS, The Mentalist, Fringe – Grenzfälle des FBI, Good Wife, Navy CIS: L.A., Castle, Legends, The Blacklist, Madam Secretary, Hawaii Five-0, Shameless, Those Who Kill und Damien auf, wobei er bei letzteren beiden Serien zum Hauptcast gehörte.
2011 gehörte er als Raqim Faisal zur Besetzung der gefeierten ersten Staffel der Spionageserie Homeland. Internationale Bekanntheit erlangte er auch durch seine Rollen in den Filmen Argo und Die Tribute von Panem – Mockingjay Teil 2. Seit 2017 gehört er als Salim zur Besetzung der Serie American Gods. Seit 2019 spielt er die Rolle des Wissenschaftlers Dr. Pershing in der Star-Wars-Serie The Mandalorian.
Neben seiner Schauspieltätigkeit spricht Abtahi auch immer wieder Rollen in Videospielen, so u. a. in Call of Duty: Black Ops II, Diablo III, Unit 13, Mafia III, Call of Duty: Infinite Warfare oder Days Gone.

## Filmografie (Auswahl)
- 2005: JAG – Im Auftrag der Ehre (JAG, Fernsehserie, Episode 10x13)
- 2005: Für alle Fälle Amy (Judging Amy, Fernsehserie, Episode 6x17)
- 2005: Over There (Fernsehserie, 12 Episoden)
- 2005: Sleeper Cell (Fernsehserie, 7 Episoden)
- 2005–2009: 24 (Fernsehserie, 4 Episoden)
- 2007: The Unit – Eine Frage der Ehre (The Unit, Fernsehserie, Episode 3x08)
- 2007–2008: Ghost Whisperer – Stimmen aus dem Jenseits (Ghost Whisperer, Fernsehserie, 3 Episoden)
- 2008: Ein verhängnisvoller Sommer (The Mysteries of Pittsburgh)
- 2008: Ocean of Pearls
- 2008: The Last Lullaby
- 2008: My Own Worst Enemy (Fernsehserie, 9 Episoden)
- 2009: Bones – Die Knochenjägerin (Bones, Fernsehserie, Episode 4x15)
- 2009: Navy CIS (NCIS, Fernsehserie, 2 Episoden)
- 2009: Brothers
- 2010: The Event (Fernsehserie, 2 Episoden)
- 2010: Nikita (Fernsehserie, Episode 1x06)
- 2010: The Mentalist (Fernsehserie, Episode 3x07)
- 2010: Grey’s Anatomy (Fernsehserie, Episode 7x08)
- 2011: Fringe – Grenzfälle des FBI (Fringe, Fernsehserie, Episode 3x12)
- 2011: Kühles Grab
- 2011: Homeland (Fernsehserie, 3 Episoden)
- 2012: Good Wife (The Good Wife, Fernsehserie, Episode 3x15)
- 2012: Covert Affairs (Fernsehserie, Episode 3x06)
- 2012: Argo
- 2012–2013: Last Resort (Fernsehserie, 5 Episoden)
- 2013: Archer (Fernsehserie, Episode 4x10, Stimme)
- 2013: Navy CIS: L.A. (Fernsehserie, 2 Episoden)
- 2013: Castle (Fernsehserie, Episode 6x02)
- 2014: Soldiers of Abu Ghraib
- 2014: Those Who Kill (Fernsehserie, 10 Episoden)
- 2014: Legends (Fernsehserie, 2 Episoden)
- 2014: State of Affairs (Fernsehserie, Episode 1x06)
- 2015: The Blacklist (Fernsehserie, Episode 2x09)
- 2015: Better Call Saul (Fernsehserie, 3 Episoden)
- 2015: Die Tribute von Panem – Mockingjay Teil 2 (The Hunger Games – Mockingjay Part 2)
- 2016: Damien (Fernsehserie, 10 Episoden)
- 2017: Madam Secretary (Fernsehserie, Episode 3x13)
- 2017: Hawaii Five-0 (Fernsehserie, Episode 7x24)
- 2017: Shameless (Fernsehserie, Episode 8x08)
- 2017–2021: American Gods (Fernsehserie)
- 2018: The Crossing (Fernsehserie, 2 Episoden)
- 2019: Love, Death & Robots (Fernsehserie, eine Episode, Stimme)
- 2019: DuckTales (Fernsehserie, 2 Episoden, Stimme von Dijon)
- 2019–2023: The Mandalorian (Fernsehserie, 5 Episoden)
- 2020: Fast & Furious Spy Racers (Fernsehserie, 3 Episoden, Stimme)
- 2021–2022: Fear the Walking Dead (Fernsehserie, 8 Episoden)
- 2023: Fire in the Sky (Fernsehserie, 8 Episoden)
- 2024: The Boys (Fernsehserie, 2 Episoden)